# 프리미어리그 이달의 선수상
이달의 선수상(Player of the Month)은 매달 프리미어리그에서 뛰는 선수들 가운데 최고로 뛰어난 활약을 보여준 선수에게 주어지는 축구 상이다. 프리미어리그 스폰서의 선정단이 수상자를 결정하며, 첫째 주 또는 둘째 주 금요일에 이달의 감독상과 함께 지난 달 수상자가 발표된다. 1994년부터 2001년까지는 칼링 프리미어십 이달의 선수상, 2001년부터 2004년까지는 바클리스카드  프리미어십 이달의 선수상이란 명칭으로 불렸으며 현재는 EA스포츠 이달의 선수상으로 불리고 있다.
최다 수상자는 6회 수상한 스티븐 제라드다. 연속해서 수상한 선수는 로비 파울러(1995-96)와 데니스 베르캄프(1997), 크리스티아누 호날두(2006) 세 명이다. 시즌 중 2번 수상한 선수는 라이언 긱스와 뤼트 판 니스텔로이, 티에리 앙리, 웨인 루니, 피터 오뎀윙기, 애슐리 영, 손흥민이며 애슐리 영은 한 해에 세 번 수상한 유일한 선수이다. 로비 킨은 세 팀(코번트리 시티, 리즈 유나이티드, 토트넘 홋스퍼)에서 뛰며 상을 받았으며, 그 외 9명의 선수가 두 팀에서 뛰며 상을 받았다. 공동 수상은 다섯 번이 있었는데 1994년 11월 블랙번 로버스의 앨런 시어러와 크리스 서턴, 1996년 1월 리버풀의 로비 파울러와 스탄 콜리모어, 1997년 11월 사우샘프턴의 케빈 데이비스와 맨체스터 유나이티드의 앤드루 콜, 2004년 2월 아스널의 데니스 베르캄프와 에두, 2007년 4월 토트넘 홋스퍼의 디미터르 베르바토프와 로비 킨이다. 수상자 가운데 절반 가까이가 영국 선수들이며 그 외 가장 많은 상을 수상한 국가는 프랑스이다. 가장 많이 수상한 팀은 맨체스터 유나이티드로, 대부분의 상이 "빅 4" 팀에게 돌아갔다.

## 수상자
| †  | 공동 수상 |
| GK | 골키퍼    |
| DF | 수비수    |
| MF | 미드필더  |
| FW | 공격수    |

| 달   | 연도 | 국적       | 선수              | 팀                  | 포지션 | 참고  |
| ---- | ---- | ---------- | ----------------- | ------------------- | ------ | ----- |
| 8월  | 1994 | 독일       | 위르겐 클린스만   | 토트넘 홋스퍼       | FW     |       |
| 4월  | 2013 | 네덜란드   | 로빈 판 페르시    | 맨체스터 유나이티드 | FW     | [ 1 ] |
| 8월  | 2013 | 잉글랜드   | 대니얼 스터리지   | 리버풀              | FW     | [ 2 ] |
| 9월  | 2013 | 웨일스     | 에런 램지         | 아스널              | MF     | [ 3 ] |
| 10월 | 2013 | 아르헨티나 | 세르히오 아구에로 | 맨체스터 시티       | FW     |       |
| 11월 | 2013 | 네덜란드   | 팀 크륄           | 뉴캐슬 유나이티드   | GK     |       |
| 12월 | 2013 | 우루과이   | 루이스 수아레스   | 리버풀              | FW     |       |

## 2008-09 시즌 수상자
| 달   | 선수              | 팀                  |
| ---- | ----------------- | ------------------- |
| 8월  | 데쿠              | 첼시                |
| 9월  | 애슐리 영         | 애스턴 빌라         |
| 10월 | 프랭크 램퍼드     | 첼시                |
| 11월 | 니콜라 아넬카     | 첼시                |
| 12월 | 애슐리 영         | 애스턴 빌라         |
| 1월  | 네마냐 비디치     | 맨체스터 유나이티드 |
| 2월  | 필 자기엘카       | 에버턴              |
| 3월  | 스티븐 제라드     | 리버풀              |
| 4월  | 안드레이 아르샤빈 | 아스널              |

## 2007-08 시즌 수상자
| 달   | 선수                  | 팀                  |
| ---- | --------------------- | ------------------- |
| 8월  | 마이카 리처즈         | 맨체스터 시티       |
| 9월  | 세스크 파브레가스     | 아스널              |
| 10월 | 웨인 루니             | 맨체스터 유나이티드 |
| 11월 | 가브리엘 아그본라호르 | 애스턴 빌라         |
| 12월 | 로케 산타 크루스      | 블랙번 로버스       |
| 1월  | 크리스티아누 호날두   | 맨체스터 유나이티드 |
| 2월  | 페르난도 토레스       | 리버풀              |
| 3월  | 크리스티아누 호날두   | 맨체스터 유나이티드 |
| 4월  | 애슐리 영             | 애스턴 빌라         |

## 2006-07 시즌 수상자
| 8월  | 라이언 긱스                   | 맨체스터 유나이티드 |
| 9월  | 앤드루 존슨                   | 에버턴              |
| 10월 | 폴 스콜스                     | 맨체스터 유나이티드 |
| 11월 | 크리스티아누 호날두           | 맨체스터 유나이티드 |
| 12월 | 크리스티아누 호날두           | 맨체스터 유나이티드 |
| 1월  | 세스크 파브레가스             | 아스널              |
| 2월  | 라이언 긱스                   | 맨체스터 유나이티드 |
| 3월  | 페트르 체흐                   | 첼시                |
| 4월  | 디미터르 베르바토프 & 로비 킨 | 토트넘 홋스퍼       |

## 2005-06 시즌 수상자
| 달   | 선수           | 팀                   |
| ---- | -------------- | -------------------- |
| 8월  | 대런 벤트      | 찰턴 애슬레틱        |
| 9월  | 대니 머피      | 찰턴 애슬레틱        |
| 10월 | 프랭크 램퍼드  | 첼시                 |
| 11월 | 로빈 판 페르시 | 아스널               |
| 12월 | 웨인 루니      | 맨체스터 유나이티드  |
| 1월  | 안톤 퍼디난드  | 웨스트 햄 유나이티드 |
| 2월  | 케빈 놀런      | 볼턴 원더러스        |
| 3월  | 웨인 루니      | 맨체스터 유나이티드  |
| 4월  | 스티븐 제라드  | 리버풀               |

## 2004-05 시즌 수상자
| 달   | 선수                 | 팀                  |
| ---- | -------------------- | ------------------- |
| 8월  | 호세 안토니오 레예스 | 아스널              |
| 9월  | 레들리 킹            | 토트넘 홋스퍼       |
| 10월 | 앤드루 존슨          | 크리스털 팰리스     |
| 11월 | 아르연 로번          | 첼시                |
| 12월 | 스티븐 제라드        | 리버풀              |
| 1월  | 존 테리              | 첼시                |
| 2월  | 웨인 루니            | 맨체스터 유나이티드 |
| 3월  | 조 콜                | 첼시                |
| 4월  | 프랭크 램퍼드        | 첼시                |

## 2003-04 시즌 수상자
| 달   | 선수                                    | 팀                  |
| ---- | --------------------------------------- | ------------------- |
| 8월  | 테디 셰링엄                             | 포츠머스            |
| 9월  | 프랭크 램퍼드                           | 첼시                |
| 10월 | 앨런 시어러                             | 뉴캐슬 유나이티드   |
| 11월 | 제이제이 오코차                         | 볼턴 원더러스       |
| 12월 | 폴 스콜스                               | 맨체스터 유나이티드 |
| 1월  | 티에리 앙리                             | 아스널              |
| 2월  | 에두아르두 가스파르 & 데니스 베르흐캄프 | 아스널              |
| 3월  | 미카엘 포르셀                           | 버밍엄 시티         |
| 4월  | 티에리 앙리                             | 아스널              |

## 2002-03 시즌 수상자
| 달   | 선수               | 팀                  |
| ---- | ------------------ | ------------------- |
| 8월  | 실뱅 윌토르        | 아스널              |
| 9월  | 티에리 앙리        | 아스널              |
| 10월 | 잔프랑코 졸라      | 첼시                |
| 11월 | 제임스 베티        | 사우샘프턴          |
| 12월 | 앨런 시어러        | 뉴캐슬 유나이티드   |
| 1월  | 폴 스콜스          | 맨체스터 유나이티드 |
| 2월  | 로베르 피레스      | 아스널              |
| 3월  | 스티븐 제라드      | 리버풀              |
| 4월  | 뤼트 판 니스텔로이 | 맨체스터 유나이티드 |

## 2001-02 시즌 수상자
| 달   | 선수                 | 팀                  |
| ---- | -------------------- | ------------------- |
| 8월  | 루이 사아            | 풀럼                |
| 9월  | 후안 세바스티안 베론 | 맨체스터 유나이티드 |
| 10월 | 리오 퍼디낸드        | 리즈 유나이티드     |
| 11월 | 대니 머피            | 리버풀              |
| 12월 | 뤼트 판 니스텔로이   | 맨체스터 유나이티드 |
| 1월  | 마커스 벤트          | 입스위치 타운       |
| 2월  | 뤼트 판 니스텔로이   | 맨체스터 유나이티드 |
| 3월  | 데니스 베르흐캄프    | 아스널              |
| 4월  | 프레드리크 융베리    | 아스널              |

## 2000-01 시즌 수상자
| 달   | 선수            | 팀                   |
| ---- | --------------- | -------------------- |
| 8월  | 앨런 스미스     | 리즈 유나이티드      |
| 9월  | 팀 플라워즈     | 레스터 시티          |
| 10월 | 테디 셰링엄     | 맨체스터 유나이티드  |
| 11월 | 폴 로빈슨       | 리즈 유나이티드      |
| 12월 | 제임스 베티     | 리즈 유나이티드      |
| 1월  | 로비 킨         | 리즈 유나이티드      |
| 2월  | 스튜어트 피어스 | 웨스트 햄 유나이티드 |
| 3월  | 스티븐 제라드   | 리버풀               |
| 4월  | 개리 매캘리스터 | 리버풀               |

## 1999-2000 시즌 수상자
| 달   | 선수                | 팀                  |
| ---- | ------------------- | ------------------- |
| 8월  | 로비 킨             | 코번트리 시티       |
| 9월  | 무지 이젯           | 레스터 시티         |
| 10월 | 케빈 필립스         | 선덜랜드 AFC        |
| 11월 | 사미 휘피애         | 리버풀              |
| 12월 | 로이 킨             | 맨체스터 유나이티드 |
| 1월  | 가레스 사우스게이트 | 애스턴 빌라         |
| 2월  | 폴 머슨             | 애스턴 빌라         |
| 3월  | 드와이트 요크       | 맨체스터 유나이티드 |
| 4월  | 티에리 앙리         | 아스널              |

## 1998-99 시즌 수상자
| 달   | 선수          | 팀                  |
| ---- | ------------- | ------------------- |
| 8월  | 마이클 오언   | 리버풀              |
| 9월  | 앨런 시어러   | 뉴캐슬 유나이티드   |
| 10월 | 로이 킨       | 맨체스터 유나이티드 |
| 11월 | 디온 더블린   | 애스턴 빌라         |
| 12월 | 다비드 지놀라 | 토트넘 홋스퍼       |
| 1월  | 드와이트 요크 | 맨체스터 유나이티드 |
| 2월  | 니콜라 아넬카 | 아스널              |
| 3월  | 레이 팔루어   | 아스널              |
| 4월  | 케빈 캠벨     | 에버턴              |

## 1997-98 시즌 수상자
| 달   | 선수                    | 팀                               |
| ---- | ----------------------- | -------------------------------- |
| 8월  | 데니스 베르흐캄프       | 아스널                           |
| 9월  | 데니스 베르흐캄프       | 아스널                           |
| 10월 | 파울로 완초페           | 더비 카운티                      |
| 11월 | 앤디 콜 & 케빈 데이비스 | 맨체스터 유나이티드 & 사우샘프턴 |
| 12월 | 스티브 맥마나만         | 리버풀                           |
| 1월  | 디온 더블린             | 코번트리 시티                    |
| 2월  | 크리스 서턴             | 블랙번 로버스                    |
| 3월  | 알렉스 마닝거           | 아스널                           |
| 4월  | 에마뉘엘 프티           | 아스널                           |

## 1996-97 시즌 수상자
| 달   | 선수            | 팀                  |
| ---- | --------------- | ------------------- |
| 8월  | 데이비드 베컴   | 맨체스터 유나이티드 |
| 9월  | 패트릭 베르게르 | 리버풀              |
| 10월 | 맷 레 티시어    | 사우샘프턴          |
| 11월 | 이언 라이트     | 아스널              |
| 12월 | 잔프랑코 졸라   | 첼시                |
| 1월  | 팀 플라워스     | 블랙번 로버스       |
| 2월  | 로비 얼         | 윔블던              |
| 3월  | 주닝요          | 미들즈브러          |
| 4월  | 미키 에반스     | 사우샘프턴          |

## 1995-96 시즌 수상자
| 달   | 선수                        | 팀                   |
| ---- | --------------------------- | -------------------- |
| 8월  | 다비드 지놀라               | 뉴캐슬 유나이티드    |
| 9월  | 토니 예보아                 | 리즈 유나이티드      |
| 10월 | 트레버 싱클레어             | 웨스트 햄 유나이티드 |
| 11월 | 로버트 리                   | 뉴캐슬 유나이티드    |
| 12월 | 로비 파울러                 | 리버풀               |
| 1월  | 로비 파울러 & 스탄 콜리모어 | 리버풀               |
| 2월  | 드와이트 요크               | 애스턴 빌라          |
| 3월  | 에리크 캉토나               | 맨체스터 유나이티드  |
| 4월  | 안드레이 칸첼스키스         | 에버턴               |

## 1994-95 시즌 수상자
| 달   | 선수                      | 팀                  |
| ---- | ------------------------- | ------------------- |
| 8월  | 위르겐 클린스만           | 토트넘 홋스퍼       |
| 9월  | 로버트 리                 | 뉴캐슬 유나이티드   |
| 10월 | 폴 인스                   | 맨체스터 유나이티드 |
| 11월 | 크리스 서턴 & 앨런 시어러 | 블랙번 로버스       |
| 12월 | 맷 레 티시어              | 사우샘프턴          |
| 1월  | 크리스 워들               | 셰필드 웬즈데이     |
| 2월  | 덩컨 퍼거슨               | 에버턴              |
| 3월  | 토니 예보아               | 리즈 유나이티드     |
| 4월  | 데이비드 시먼             | 아스널              |

로비 파울러 (1995-96 시즌), 데니스 베르흐캄프 (1997년), 크리스티아누 호날두 (2006년)만이 두 달 연속 이달의 선수상을 받은 선수들이다.

## 2회 이상 수상자
아래 표는 이 상을 2회 이상 수상한 선수들 목록이다.
| *           | 현역 프리미어리그 선수 |
| 기울인 글씨 | 현역 선수              |

| 순위 | 선수                 | 수상횟수 |
| ---- | -------------------- | -------- |
| 1위  | 스티븐 제라드        | 5        |
| 1위  | 웨인 루니            | 5        |
| 1위  | 로빈 판 페르시       | 5        |
| 4위  | 데니스 베르흐캄프    | 4        |
| 4위  | 티에리 앙리          | 4        |
| 4위  | 프랭크 램퍼드*       | 4        |
| 4위  | 크리스티아누 호날두  | 4        |
| 4위  | 폴 스콜스            | 4        |
| 4위  | 앨런 시어러          | 4        |
| 10위 | 로비 킨              | 3        |
| 10위 | 가레스 베일          | 3        |
| 10위 | 오뎀 윙기            | 3        |
| 10위 | 뤼트 판 니스텔로이   | 3        |
| 10위 | 드와이트 요크        | 3        |
| 10위 | 애슐리 영*           | 3        |
| 16위 | 니콜라 아넬카*       | 2        |
| 16위 | 제임스 비티          | 2        |
| 16위 | 디미터르 베르바토프* | 2        |
| 16위 | 디온 더블린          | 2        |
| 16위 | 세스크 파브레가스    | 2        |
| 16위 | 팀 플라워스          | 2        |
| 16위 | 로비 파울러          | 2        |
| 16위 | 라이언 긱스*         | 2        |
| 16위 | 다비드 지놀라        | 2        |
| 16위 | 앤드루 존슨          | 2        |
| 16위 | 로이 킨              | 2        |
| 16위 | 매튜 르 티시에       | 2        |
| 16위 | 롭 리                | 2        |
| 16위 | 대니 머피            | 2        |
| 16위 | 스콧 파커*           | 2        |
| 16위 | 테디 셰링엄          | 2        |
| 16위 | 크리스 서턴          | 2        |
| 16위 | 페르난도 토레스*     | 2        |
| 16위 | 토니 예보아          | 2        |
| 16위 | 잔프랑코 촐라        | 2        |

## 사소한 것
이달의 선수상이 생긴 이래로, 매 시즌 맨체스터 유나이티드 FC의 선수가 적어도 한 번은 상을 받아갔다.

## 포지션별 수상 횟수
2013년 9월 13일 기준
| 포지션   | 수상횟수 |
| -------- | -------- |
| 공격수   | 86       |
| 미드필더 | 70       |
| 수비수   | 12       |
| 골키퍼   | 7        |

## 같이 보기
- 프리미어리그 이달의 감독상